# الجمهورية اليونانية الثانية

علم الجمهورية اليونانية الثانية

 الجمهورية الهيلينية الثانية (باليونانية: Βʹ Ελληνική Δημοκρατία)‏ (وأحياناً: الجمهورية اليونانية الثانية) هو مصطلح يستخدم لوصف النظام السياسي في اليونان بين عامي 1924 و1935. جاء هذا النظام عقب فترة من الحكم الملكي الدستوري في ظل حكم ملوك "بيت جلوكسبورج"، واستمرت حتى الإطاحة بها حتى الانقلاب العسكري الذي أعاد النظام الملكي. تمثل الجمهورية الهيلينية الثانية، ثاني الفترات في التاريخ اليوناني الحديث، التي لم يكن حكم اليونان في يد ملك.
أعلن عن قيام الجمهورية الهيلينية الثانية في 25 مارس 1924، في أعقاب هزيمة اليونان أمام تركيا في حملة آسيا الصغرى، التي ألقي اللوم فيها على حكومة النظام الملكي. وخلال فترة وجودها القصيرة، لم تنعم الجمهورية الهيلينية الثانية أبداً بالاستقرار. خلال تلك الفترة، استمر المجتمع اليوناني في انقسامه، كما كان منذ الانقسام الوطني، بين الليبراليين (مؤيدي فينيزيلوس) والملكيين (مؤيدي النظام الملكي)، الذين رفضوا الاعتراف بشرعية هذه الجمهورية. شارك الجيش في عدم استقرار الحكم في تلك الفترة، عن طريق عدد من الانقلابات ومحاولات الانقلاب التي شارك فيها بعض الضباط. كان الاقتصاد اليوناني منهاراً بعد عقد من الحرب، وغير قادر على دعم 1.5 مليون لاجئ من عملية تبادل السكان مع تركيا. وعلى الرغم من الجهود التي بذلتها حكومة إلفثيريوس فينيزيلوس الإصلاحية (1928-1932)، حيث كانت آثار الكساد العظيم وخيمة على اقتصاد اليونان. كما مهد فوز الملكيون في انتخابات عام 1933، والانقلابان الفاشلان لليبراليين، الطريق لعودة الملك جورج الثاني إلى اليونان.
كان بافلوس كونتوريوتيس أول رئيس للجمهورية الهيلينية الثانية، وهو أدميرال مؤيد لفينيزيلوس، لكنه أجبر على الاستقالة من منصبه بعد انقلاب عام 1925. خلفه زعيم الانقلاب الجنرال تيودوروس بانغالوس، الذي أطيح به على أيضاً بعد 5 أشهر، بعد أن ورّط الجيش اليوناني في حرب الكلب الضال، والتي هاجم فيها الجيش اليوناني مدينة بيتريتش البلغارية. أعيد انتخاب كونتوريوتيس رئيساً مرة أخرى في عام 1929، لكنه إضطر إلى الاستقالة لأسباب صحية في وقت لاحق في نفس العام، وقد خلفه ألكسندروس زيميس، الذي بقى في الحكم حتى عودة الحكم الملكي في عام 1935.
وفي 10 أكتوبر 1935، أطاح انقلاب قام به قادة الجيش بحكومة باناغيس سالداريس، وأعلن جورجيوس كونديليس ألغاء الجمهورية وأجرى استفتاء عام أدى إلى عودة الملكية في شخص الملك جورج الثاني.

## التسمية
عندما أُعلن عن الجمهورية بتاريخ 25 مارس 1924، كان الاسم الرسمي المعتمد للبلاد هو الدولة الهيلينية. مع ذلك، تغير الاسم إلى الجمهورية الهيلينية في 24 مايو 1924 عن طريق تصويت البرلمان. وفقًا لذلك، تغير لقب رئيس الدولة من الحاكم إلى رئيس الجمهورية. تم ذلك بغرض تجنب أي لبس حول معاني المصطلحات. تترجم كلمة Δημοκρατία، المستخدمة في الاسم الرسمي بمعنى جمهورية، إلى «ديمقراطية» أيضًا.
كان يسمى البلد ببساطة في الأحاديث اليومية اليونان. كان الاسم في اللغة البديلة الرسمية للغة اليونانية التي كانت لغة الدولة، كانت تُعرف بكاثاريفوسا، هو Ἑλλάς (Ellás). كانت تسمى في الديموطيقية، أو «اليونانية الشعبية»، Ἑλλάδα (Elláda). في بعض الأحيان، كان يستخدم اسم هيلاس أيضًا.

## تاريخها

### الانقسام الوطني والاستفتاء الجمهوري
سرعان ما تبع انهيار الجيش الهيليني في آسيا الصغرى انهيار الحكومة. انعكس الغضب حيال كارثة آسيا الصغرى، عندما انتشر خبر هزيمة اليونان في الحرب، جزئيًا في الانقلاب العسكري الذي أعقبها. أُطلق على الانقلاب الذي دبره ضباط الجيش اسم الثورة. رغم أن الثورة نفسها لم تلغ النظام الملكي، لكن أحد أول أفعالها كان إغلاق الصحف الملكية إلى جانب استخدام القوى المسلحة لملاحقة مؤيدي الحكم الملكي المعروفين (بما فيهم أيوانيس متاكساس، الذي أُجبر على الفرار إلى الخارج). كان قرار إلغاء الحكم الملكي من عدمه هو الذي قسم المجتمع اليوناني، حتى أن بعض مؤيدي الحزب الليبرالي، بمن فيهم مؤسس الحزب إلفثيريوس فينيزيلوس، تحدثوا عن تفضيلهم الاحتفاظ بالنظام الملكي كشبكة أمان في مقابل حالة عدم الاستقرار.
بعد هزيمة اليونان على يد الحركة الوطنية التركية («كارثة آسيا الصغرى») في عام 1922، تمرد الجيش المهزوم ضد الحكومة الملكية. تحت إدارة الضباط الفينزيليين مثل نيكولاوس بلاستيراس وستيلينوس غوناتاس، أُجبر الملك قسطنطين الأول على التنازل عن العرش، وتوفي في المنفى عام 1923. سرعان ما طلب البرلمان من ابنه الأكبر وخلفه، الملك جورج الثاني، مغادرة اليونان حتى تقرر الأمة ما شكل الحكومة الذي ستتبناه. في استفتاء عام 1924، صوت اليونانيون لصالح إنشاء جمهورية. كانت هذه الأحداث تتويجًا لعملية بدأت في عام 1915 بين الملك قسطنطين وخصمه السياسي إليفثيريوس فينيزيلوس.
من ناحية ثانية، وعلى الرغم من الاستفتاء، يشير بافلوس كاروليديس في آخر فصل من كتابه الذي يحمل عنوان، تاريخ الأمة اليونانية من العصور القديمة حتى عام 1930، إلى أنه بالرغم من تسوية مسألة شكل الحكومة بشكل رسمي مسبقًا، لكنها بقيت غير محلولة في الوعي الوطني. يتابع ليضيف أن «تغيير النظام تم على يد رجال فرضوا الشكل المفضل لهم للحكومة بأقصى سرعة باعتبارهم ممثلين عن الشعب المستقل من أجل تثقيفهم، لكن الكثيرين يعتبرون أن ذلك لم يكن يعبر بشكل صحيح عن الضمير والإرادة الوطنيين».

### السنوات الأولى
أعلن البرلمان عن الجمهورية بتاريخ 25 مارس عام 1924ـ تم اختيار هذا التاريخ بالتحديد لأنه يتم بشكل تقليدي الاحتفال بحرب الاستقلال اليونانية في 25 مارس. تم الإعلان عن استفتاء بتاريخ 13 أبريل عام 1924، بعد إعلان تغيير الحكومة من ملكية دستورية إلى جمهورية. سُئل الناخبون فيما إذا كانوا «يوافقون على قرار الجمعية الوطنية بإعادة تنظيم اليونان لتصبح جمهورية على النموذج البرلماني». كان من المفترض أن يكون التصويت سريًا، رغم أن طلب وضع أوراق اقتراع بيضاء لأصوات «نعم» وأوراق اقتراع صفراء لأصوات «لا» أفشل هذا الغرض.
كانت نتائج الاستفتاء انتصارًا واضحًا للحملة الجمهورية: 69.9% لصالح الجمهورية و30.1% لصالح الملكية؛ كانت هذه النتائج مطابقة تقريبًا لنتائج استفتاء عام 1974 (69.2% مع، 30.8% ضد) والتي لغت في النهاية النظام الملكي. أشارت الصحف من مجموعة واسعة من الطيف السياسي إلى قلة العنف، مما يدل على عدم وجود ترهيب انتخابي لصالح جانب أو آخر. كتبت صحيفة فوروورد أن التصويت كان «تاريخيًا من ناحية النظام الذي ساد خلال فترة التصويت»، وعلق سكريب أن الناس امتنعوا عن «القيام بأي فعل يمكن أن يُعتبر استفزازًا» وأن «الإجراءات العسكرية المتخذة جعلت ذلك أسهل»، في حين علقت صحيفة ريزوسباستيس التابعة للحزب الشيوعي على «الهدوء النسبي» الذي ساد في الدائرة الانتخابية في أثينا. أضافت صحيفة مقدونيا أن الكثير من الناس استخفوا بطاقات الاقتراع الصفراء الخاصة بالتصويت ب«لا»، لدرجة أن الأرض داخل المراكز الانتخابية والشوارع امتلأت بها. في غضون ذلك، نص مرسوم عام 1924 «المتعلق بحماية النظام الجمهوري» على عقوبة السجن لمدة ستة أشهر على الأقل للدعوة العلنية للعودة إلى النظام الملكي، أو الطعن بنتائج الاستفتاء أو التشهير بمؤسسي الجمهورية. دافع رئيس الوزراء في حينها أليكساندروس باباناستاسيو، في مقابلة له عن خطط الحكومة بسن مثل هذا المرسوم، قائلًا إنه يجب السماح للحكومة بالمضي قدمًا في إصلاحاتها دون أي نوع من العوائق لفترة زمنية محددة.
بدت الطبيعة الهشة للجمهورية اليونانية واضحة منذ العام الأول لوجودها. في الحين الذين كان فيه البرلمان ما يزال يناقش الدستور الجديد، نظم الجنرال ثيودوروس بانغالوس انقلابًا. وعندما سأله وزير الجيش فيما إذا كان يخطط للإطاحة بالحكومة، أجاب بانغالوس «بالطبع سوف أقوم بانقلاب». بدأ تنفيذ مؤامرته في 24 يونيو عام 1925، وسرعان ما انتشرت في أنحاء البلاد مع مقاومة قليلة أو معدومة من القوات الحكومية.
أدى بانغالوس القسم الدستوري بعد الانقلاب، بصفته رئيسًا للوزراء أمام الحاكم بالنيابة (بافلوس كونتوريوتيس) وطالب البرلمان بمنحه تصويتًا بالثقة. المثير للدهشة هو أنه حصل بالثقة على 185 صوتًا من أصل 208 صوت من أعضاء البرلمان الحاضرين، بمن فيهم ألكسندروس باباناستاسيو (رئيس الوزراء قبل انقلاب بانغالوس) وجورجيوس كونديليس.
في غضون ذلك، كانت العلاقات بين اليونان وبلغاريا باردة، وتصاعد ذلك ليصبح نزاعًا كاملًا بحلول أكتوبر عام 1925. جعل اشتباك على امتداد الحدود اليونانية البلغارية في 18 أكتوبر ديكتاتورية بانغولاس تأمر الفيلق الثالث في الجيش بغزو بلغاريا. اتجهت بلغاريا التي لا تستطيع الدفاع عن نفسها بشكل كاف، ومع وجود الجيش اليوناني في ضواحي بيتريتش، إلى عصبة الأمم. في نهاية المطاف، أدانت عصبة الأمم الغزو اليوناني، وطلبت من اليونان دفع مبلغ 47 ألف جنيه أسترليني (2.7 مليون جنيه أسترليني في عام 2017) إلى بلغاريا كتعويض عنه. امتثلت اليونان للحكم وانسحبت من بلغاريا، لكن ليس قبل مقتل 50 شخصًا في ذلك النزاع القصير. علاوة على ذلك، احتجت اليونان على ازدواجية المعايير التي حصلت في التعامل مع أحداث كهذه، معايير للدول الصغيرة وأخرى للقوى العظمى كإيطاليا، التي احتلت كورفو في حادثة كورفو قبل عامين فقط. إضافة إلى ذلك، كان هناك عجز ديمقراطي متزايد في اليونان بين الديمقراطية الليبرالية كما هو منصوص عليها في الدستور، وكما يتم تنفيذها؛ نفي أكثر من 1000 ناشط سياسي، معظمهم شيوعيون إلى جزر بجر إيجه النائية تحت ديكتاتورية بانغولاس، ولم يتحسن الوضع بعد سقوطه. صدر قانون جديد يستهدف النشاط النقابي في عام 1929، ويعرف عمومًا باسم «إديفون»، ومَثُل نحو 46 ألف ناشط أمام المرافعات الجنائية في الفترة بين عامي 1929-1936، ونفي 3000 إلى جزر نائية.